# Золоті ключі (тріо)
Золоті ключі — популярне українське вокальне тріо у складі Ніни Матвієнко (сопрано), Валентини Ковальської (альт) та Марії Миколайчук (мецо-сопрано), що народилося у місті Києві, у хаті видатного українського кіноактора, кінорежисера та сценариста, лауреата Шевченківської премії Івана Миколайчука, який за фахом був також хоровим диригентом.
В основі репертуару понад 200 українських народних пісень, в акапельному виконанні, які звучать на живих концертах в Україні та за кордоном. Народна артистка України Ніна Матвієнко підкреслює, що головним чином тріо намагається зберегти самобутність та нюанси мовних діалектів пісень, які походять з Волині, Галичини, Полтавщини, Київщини. Пісні «Золотих ключів» — це свого роду вершки народної творчості, відібрані самим часом.
«Це тріо унікальне в сучасній народній культурі, де три голоси не просто гармонійно злилися, а ніби розчинилися один в одному, творячи гімн українській пісні. Кожна з них — взірець виконавської майстерності, максимальне заглиблення й прочитання слова. Чистота інтонування, виразність дикції, бездоганність народного звуковедення — найприкметніші риси їхньої інтерпретації.»
— Микола Кагарлицький, письменник

## Історія
Вперше співачки (на той час вокалістки хору імені Григорія Верьовки) заспівали разом у 1971 році на гостинах у Марії та Івана Миколайчука в їх квартирі у Києві, що на вулиці Жилянській. Вони виконали пісню «Ой попід гай зелененький брала вдова льон дрібненький», і з благословення Івана народилося тріо, яке згодом отримало назву «Золоті ключі».
Через деякий час співачок запросили на запис пісень для фільму Бориса Івченка «Пропала грамота» (1972). У цьому фільмі Іван Миколайчук був не лише виконавцем колоритної ролі козака Василя, але й працював над музичним оформленням фільму. На його прохання тріо «Золоті ключі» у складі Ніни Матвієнко, Валентини Ковальської, та його дружини Марічки Миколайчук на річці Псло записали ряд пісень, що прозвучали у фільмі. А у 1975 році, уже на фірмі «Мелодия», записали 22 народні пісні в акапельному виконанні. Видана платівка мала великий резонанс, тиражувалася декілька разів, багато екземплярів потрапили за кордон.
Крім концертів, співачки знімалися й озвучували фільм «Пропала грамота»(1973), музичні кінороботи Олега Бійми, повнометражні документальні фільми Василя Вітера «Цвіт папороті», «Тризна, Іван Миколайчук», «Глибокий колодязь».
Згодом учасниці тріо — знані і шановані мисткині були удостоєні почесного звання Народний артист України. «Золоті ключі» гастролювали по Україні, виступали в сільських клубах, на фермах, на сінокосах під дощем, була потреба ділитися своїми піснями з людьми.
Перша закордонна поїздка тріо «Золоті ключі» до Канади відбулася у 1989 році, на запрошення українсько-канадської фірми «Кобза». Наступного року відбулася друга поїздка до Канади. Цього ж року їхній спів слухали мешканці Англії, а Лондонське радіо «Бі-Бі-Сі» записало пісні у їх виконанні.
У 1992 році Варшавське радіо записало 14 українських пісень. У цьому ж році Марія Миколайчук та Валентина Ковальська були удостоєні почесного звання Заслужених артисток України.

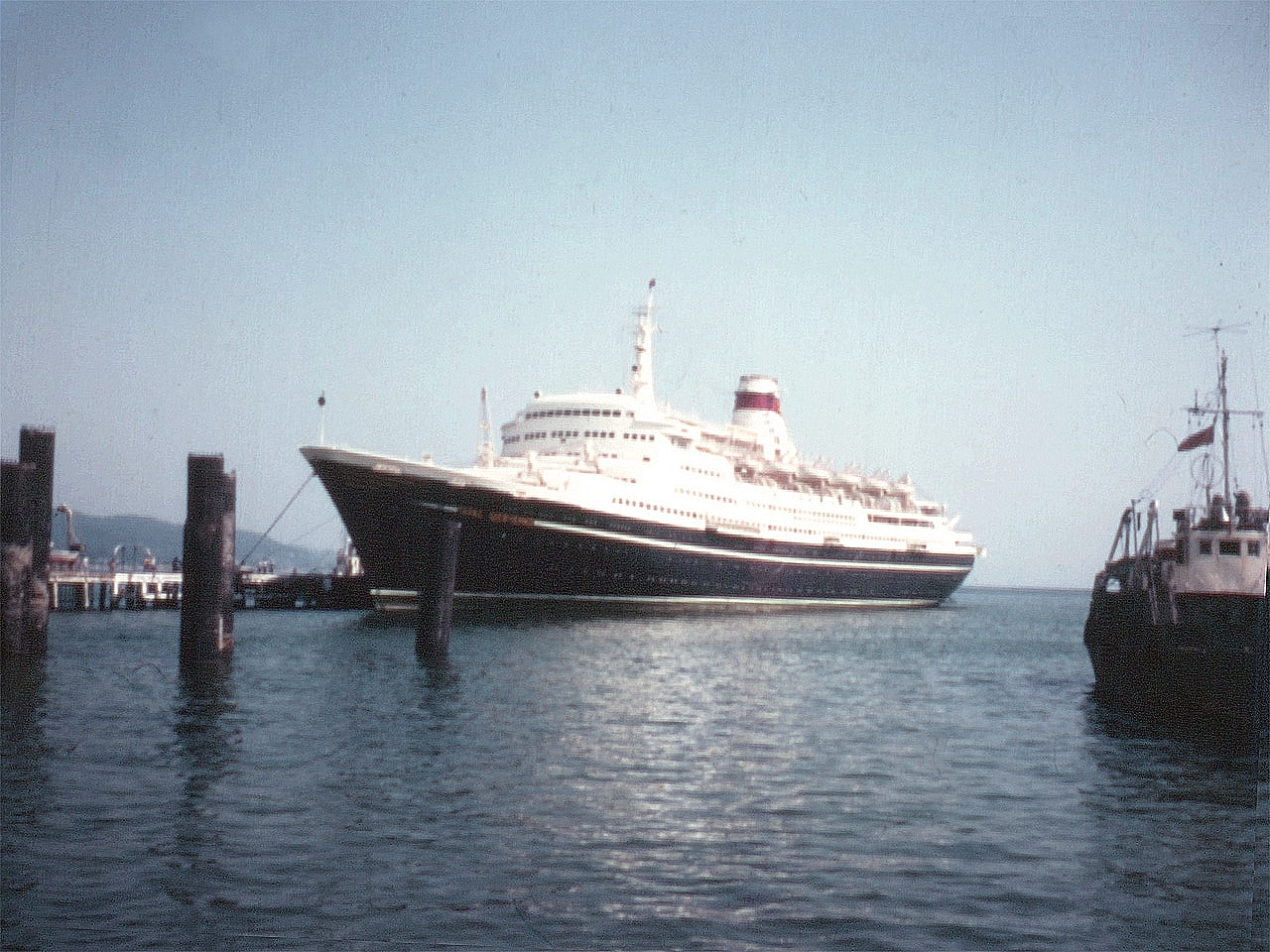
Теплохід «Тарас Шевченко»
в порту Сухумі (1970)

Пізніше були поїздки до Литви, Латвії, Естонії, Росії, Молдови, двічі тріо взяло участь у круїзах по Чорному та Середземному морях, коли вони відвідали Туреччину, Грецію, Італію, Єгипет, Мальту, Ізраїль на океанському теплоході «Тарас Шевченко».
У 1993 році тріо розпалося, Валентина та Ніна покинули хор імені Григорія Верьовки, Марію на той час запросила на роботу благодійна компанія «Рось», але в ті часи нічого тривалого не було і компанія розпалася. Ніна працювала при камерному оркестрі «Камерата», Марія стала солісткою Національного радіо та телебачення.
Після експромтного виступу на концерті у Будинку мистецтв «Український дім» на Українському радіо, на студії «Оберіг» вийшла аудіокасета тріо «Пісні українського народу», потім компакт-диск під такою ж назвою, потім другий.
У 1999 році тріо запросили на фестиваль української культури до Франції, який об'єднали з фестивалем «Est-Ouest» у містечку Ді. Після повернення додому їхнє мистецьке життя відзначалося багатьма виступами на київських сценах, поїздками до Львова, на фестиваль українського мистецтва до далекої Грузії, гастролями по Східній Україні разом з народною артисткою України Нілою Крюковою.
У 2006 році вийшов ще один компакт-диск «Українські народні пісні», в якому 15 пісень у виконанні Ніни Матвієнко та 16 пісень у виконанні тріо «Золоті ключі». Кожна з учасниць тріо має свою життєву дорогу, свої особисті виступи.
У 2018 році в Києві відбувся творчий вечір, присвячений 50-річчю тріо «Золоті ключі» 

## Дискографія
- 1976, 1977, 1980, 1991 — Золоті Ключі ‎– Українські Народні Пісні, Мелодія
- 1989 — Золоті Ключі – Золоті Ключі, Канада
- 1998 — Тріо Золоті Ключі – Нині в нас новина
- 2000 — Золоті Ключі – Пісні Українського Народу-1